# Symplésiomorphie
 (septembre 2011).
Si vous disposez d'ouvrages ou d'articles de référence ou si vous connaissez des sites web de qualité traitant du thème abordé ici, merci de compléter l'article en donnant les références utiles à sa vérifiabilité et en les liant à la section « Notes et références ».

Illustration de apomorphie, synapomorphie et symplésiomorphie.

En systématique phylogénétique (cladistique), une symplésiomorphie (ou caractère symplésiomorphique) est un caractère ancestral (ou plésiomorphie)
- partagé par deux taxons ou plus ;
- à condition qu’il soit hérité d’un ancêtre commun, ce caractère représentant l’état ancestral[1].

Ce terme est donc plus précis que celui de « similitude » des généticiens et d’« homologie partagée » des évolutionnistes – cette dernière portant sur un patron commun dont les deux caractères, ancestral et dérivé, ne constitueraient que deux formes distinctes.
Cependant cette symplésiomorphie n’est pas suffisante pour fonder des groupes de taxons, les synapomorphies étant nécessaires, et son concept montre les limites que représente le regroupement d’espèces sur la base d’une ressemblance de leurs seuls caractères morphologiques ou génétiques, sans faire la différence entre les ressemblances dues à des caractères primitifs ou dérivés.

## Exemples de symplésiomorphie
- les cinq doigts que possèdent de nombreux vertébrés tétrapodes et qui représentent un de leurs états ancestraux. Dans plusieurs groupes ce nombre de doigts a été réduit par des adaptations spécifiques, mais la main humaine partage ce caractère avec, par exemple, les pattes des lézards.

- les branchies des poissons cartilagineux existantes chez leur ancêtre commun mais perdues chez leurs descendants vertébrés.
- En revanche, les pouces opposables, caractère partagé par la totalité des primates, ne peut être considéré comme une symplésiomorphie : dans ce taxon monophylétique, il n'a ni dérivé ni régressé chez aucun primate .